# Elliptera astigmatica
Elliptera astigmatica är en tvåvingeart som beskrevs av Alexander 1912. Elliptera astigmatica ingår i släktet Elliptera och familjen småharkrankar. Inga underarter finns listade i Catalogue of Life.